# Acilare
Acilarea este o reacție organică de introducere a unui rest acid (acil) în molecula unui compus organic, cu ajutorul anhidridelor, clorurilor acide și acizilor. Reacția de acilare e folosită în industrie pentru a obține esteri, amide și cetone. Se pot acila alcooli, fenoli și amine. Un exemplu de reacție de acilare este reacția Friedel–Crafts. O reacție specifică de acilare este acetilarea, prin care se obține acetați.